# Lucifugum
Lucifugum är ett black metal-band från Ukraina.

## Medlemmar
Nuvarande medlemmar
- Khlyst (Igor Naumchuk / Ігор Наумчук) – textar (1995– ), trummor (2008– ), sång (2014– )
- Stabaath (Elena Naumchuk / Елена Наумчук) – sång, gitarr, basgitarr (2004– ), keyboard (2005)

Tidigare medlemmar
- Bal-a-Myth (Dmitriy Dzyatko / Дмитрий Дзятко) – gitarr, basgitarr (1995–2002; död 2002)
- Faunus (Serhiy Peretyatko / Сергій Перетятько) – sång (1995–2001)

Turnerande medlemmar
- Olexiy Doroshenko / Олексій Дорошенко – trummor (1996)
- Arven – keyboard (1996)

## Diskografi
Demo
- The Kingdom Sorrow... Behind the Northern Wind – 1995
- Gates of Nocticula – 1996
- Path of Wolf – 1996
- Сквозь равнодушное небо – 1997

Studioalbum
- Нахристихрящях (On the Sortilage of Christianity) – 1999
- На крючья да в клочья! (On Hooks to Pieces!) – 2000
- ...а колесо всё cкрипит... (...and the Wheel Keeps Crunching...) – 2001
- Клеймо эгоизма (Stigma Egoism) – 2002
- …Back to Chopped Down Roots – 2003
- Социопат: Философия цинизма (Sociopath: Philosophy Cynicism) – 2003
- Vector33 – 2005
- The Supreme Art of Genocide – 2005
- Involtation – 2006
- Sectane Satani – 2007
- Acme Adeptum – 2008
- Xa Heresy – 2010
- Od Omut Serpenti – 2012
- Sublimessiah – 2014
- Agonia Agnosti – 2016
- Infernalistica – 2018
- Tri Nity Limb Ritual – 2020

EP
- Antidogmatic – 2003

Samlingsalbum
- Instinct Prevelance – 2001

Annat
- Path of the Wolf / Return of the Vampire Lord – 1997 (delad kassett: Nokturnal Mortum / Lucifugum)